# Симферопольский троллейбус
Симферопольский троллейбус (укр. Сімферопольський тролейбус) — система городского электротранспорта Симферополя, пришедшая на смену трамваю. Троллейбус является основным общественным транспортом в Симферополе, связывает крупнейшие микрорайоны (в частности Свободу, Марьино, Залесскую, Новоромановку, ГРЭС, Аэрофлотский) с центральной частью города. Особенность симферопольского троллейбуса состоит в том, что маршруты идут из одного конца города в другой. Троллейбусные маршруты обслуживаются филиалом «Симферопольское троллейбусно-ремонтное управление», которое входит в состав предприятие ГУП РК «Крымтроллейбус» и включает в себя симферопольский троллейбусный парк и центральные троллейбусные ремонтные мастерские.

## История

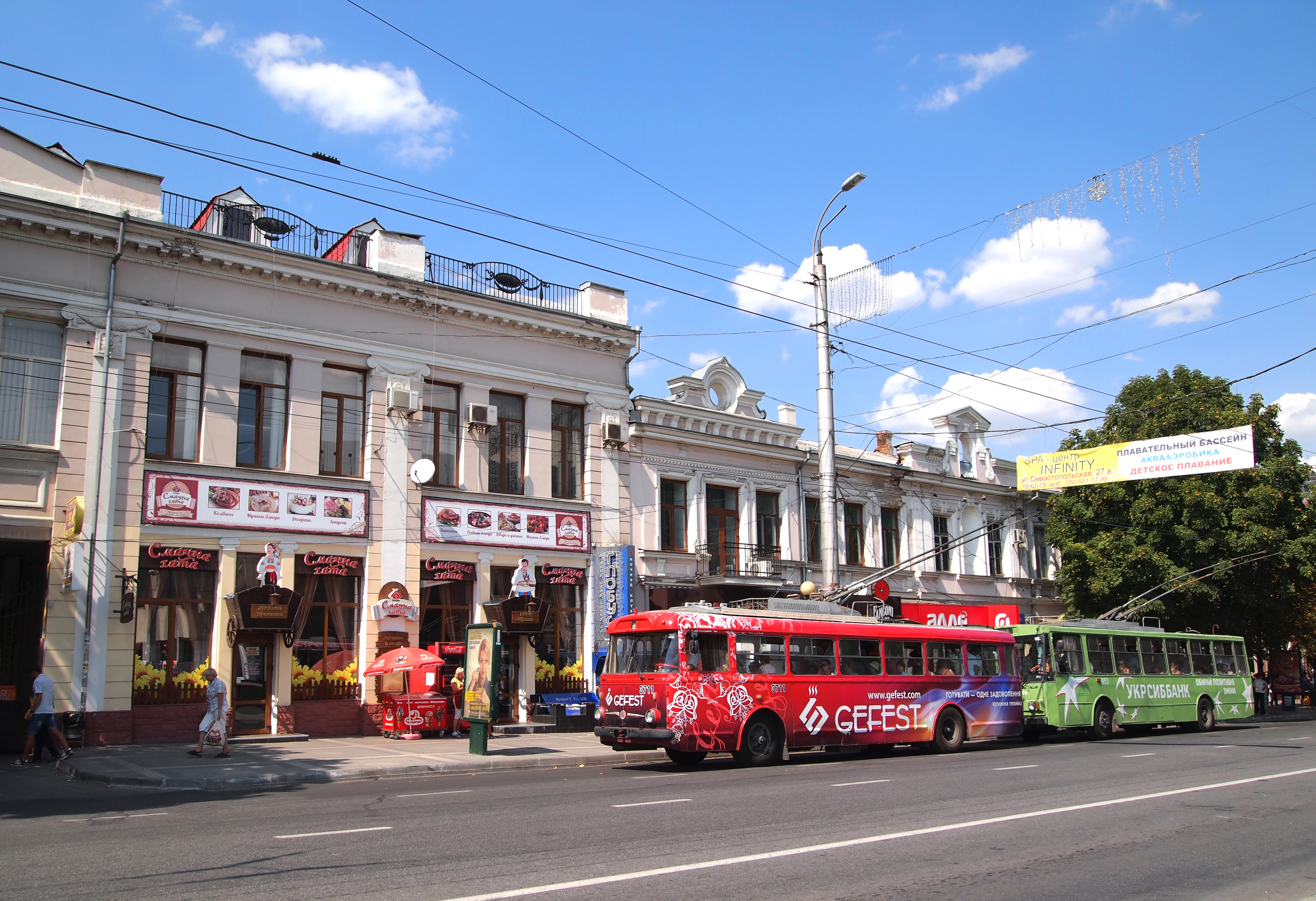
Троллейбусы на проспекте Кирова в Симферополе. 2013 год

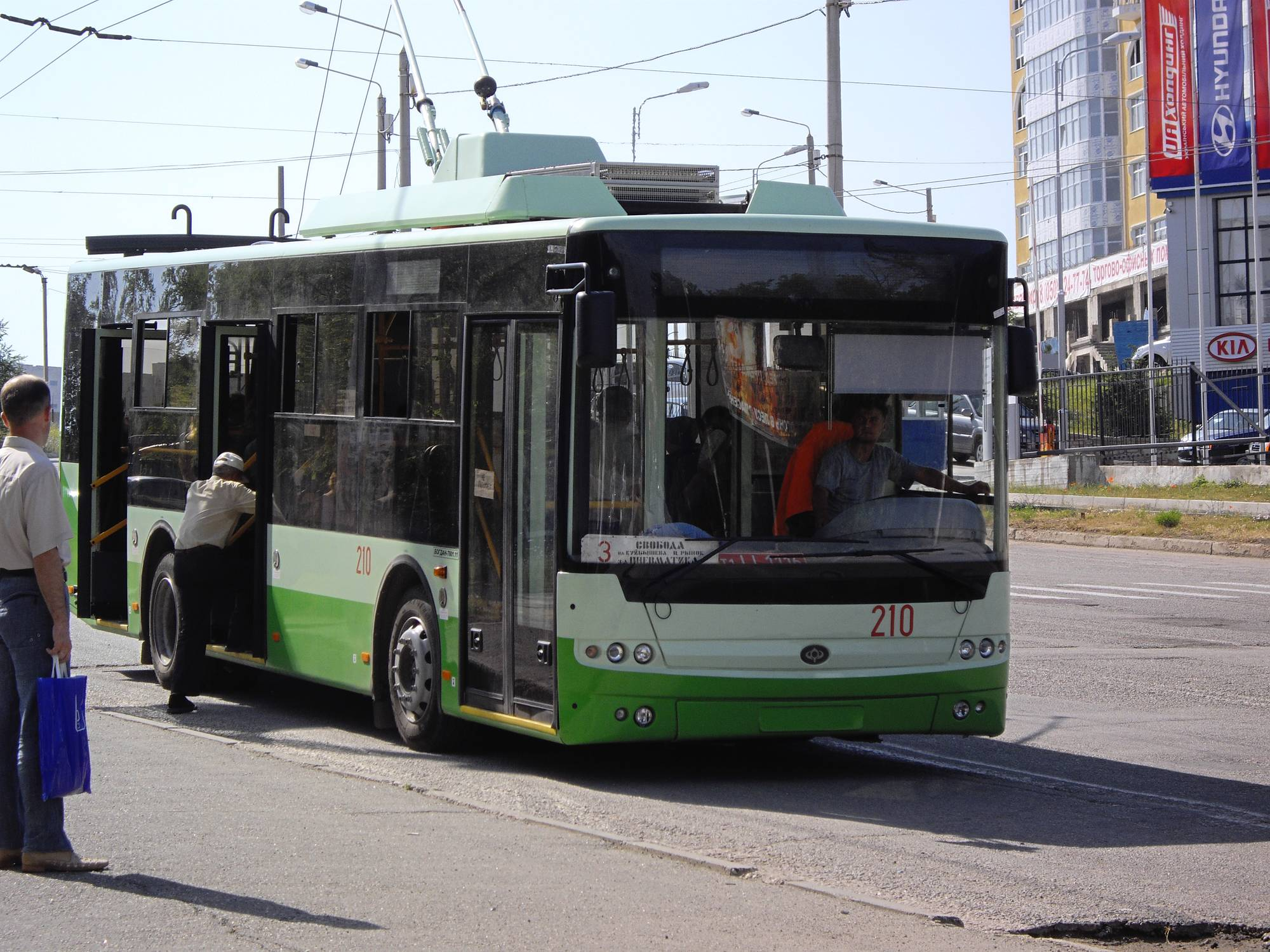
Троллейбус Богдан Т601.11 3-го городского маршрута в Симферополе

В 1958 году правительством УССР в Киеве было принято решение строить междугородную горную троллейбусную линию Симферополь — Алушта — Ялта, при этом Симферопольским исполкомом внесены предложения об организации городских троллейбусных маршрутов, так как трамвайное хозяйство явно не справлялось с перевозками в динамично растущем городе.
12 сентября 1959 года началась пробная обкатка контактной сети в Симферополе, а 7 октября было открыто регулярное движение на маршруте Железнодорожный вокзал — Марьино протяженностью 8,5 км. На маршруте работало 9 троллейбусов отечественного производства марки МТБ-82. Первых водителей троллейбуса обучали в Севастополе, где уже 9 лет работало троллейбусное движение и был учебный комбинат по подготовке водителей. 6 ноября 1959 года торжественно было открыто движение троллейбусов на междугородней линии Симферополь — Алушта. Первые троллейбусы на этой линии работали с кондукторами-экскурсоводами.
В 1961 году в связи с закрытием трамвайного движения по проспекту Кирова открывается новая троллейбусная линия от пл. Советской до Центрального рынка, и по ней запускаются троллейбусные маршруты № 4 Марьино — Центральный рынок и № 5 Центральный рынок — пл. Московская.
В 1962 году состоялось открытие троллейбусной линии по ул. Севастопольская до Новоромановки с ответвлением в аэропорт Заводское. До Новоромановки был продлён маршрут № 5, а в аэропорт Заводское от той же площади Московской запущен маршрут № 5А .
В 1964 году состоялось открытие новой троллейбусной линии от пл. Куйбышева по проспекту Победы в отдалённый микрорайон Свобода, запущен маршрут № 3 Свобода — Центральный рынок.
В 1966 году вводится в эксплуатацию линия по Евпаторийскому шоссе до посёлка Аэрофлотский, где в то время находился аэропорт, через посёлок ГРЭС. В связи с этим открываются с маршруты № 8 Центральный рынок — ГРЭС, № 9 Аэрофлотский — Железнодорожный вокзал, № 14 Аэрофлотский — Алушта, № 15 Аэрофлотский — Ялта.
В 1968 году открывается линия от пл. Московской по ул. Кечкеметской до проспекта Победы, вводится новый троллейбусный маршрут № 7 Свобода — Центр. В ноябре 1968 года в связи с прекращением трамвайного движения по маршруту № 2 открывается троллейбусная линия по улицам Лермонтова и Куйбышева, запускается новый маршрут № 10 Центральный рынок — ул. Арабатская.
В 1971 году после закрытия трамвайного движения в Симферополе на территории трамвайного парка открываются центральные троллейбусные ремонтные мастерские.
В средине 1970-х в Симферополе был перенят успешный опыт киевлян — на улицах города появились поезда из двух троллейбусов Škoda 9Tr, соединенных по системе многих единиц Владимира Веклича. Всего эксплуатировалось минимум 5 таких поездов.
В 1980 году в связи с перегруженностью троллейбусных маршрутов стали вводиться пиковые укороченные маршруты с приставкой «А».
В 1981 году открывается новая троллейбусная линия до 7-й городской больницы, по улицам Козлова, Русской, 60 лет Октября и запускается троллейбусный маршрут № 12 7-я горбольница — Центральный рынок.
В октябре 1983 года вводится в эксплуатацию новый троллейбусный парк № 2, позволивший выпускать на городские маршруты более 200 единиц подвижного состава. К новому троллейбусному парку была пущена линия по ул. Глинки и новые маршруты № 13 ул. Глинки — пл. Советская, № 13А ул. Глинки — Автовокзал, № 14 ул. Глинки — пл. Куйбышева.
В 1987 году в центре города запускается однопутная троллейбусная линия по улицам Желябова и Гоголя — именно ей суждено было стать последней, пущеной при Советском Союзе. По новой линии были направлены маршруты № 8 и 11 от улицы Карла Маркса до проспекта Кирова. Причиной пуска данной линии стало строительства административного здания, которое в настоящее время занимает Государственный совет Республики Крым, и превращение улицы Карла Маркса на участке от улицы Жуковского до проспекта Кирова в пешеходную.
В 1990 году в Симферополь поступили 6 троллейбусов Škoda 15Tr. Они стали первыми сочленёнными троллейбусами в городе.
В 1992 году в связи с образованием возле Центрального рынка площади Амет-Хана Султана закрылось движение по ул. Субхи — троллейбусные маршруты, следовавшие на ул. Севастопольскую, пошли в обход через новую площадь и по ул. Козлова. На эту же площадь с площади Спортивной между Центральным рынком и стадионом «Локомотив» перенесли разворот троллейбусов, в связи с чем вскоре был ликвидирован и диспетчерский пункт.
В 1993—1995 годах в Симферополь поступили 8 сочленённых троллейбусов ЮМЗ-Т1 украинского производства.
В 1994 году Симферополю заводом «Пневматика» были подарены 3 сочленённых троллейбуса российского производства ЗиУ-620501.
В 1999 году окончательно закрылось движение на пл. Спортивной — разворот у Центрального рынка был устроен на пл. Амет-Хана Султана, причём в обоих направлениях.
В 2002 году открывается линия от ул. Русской до крупного отдалённого микрорайона у завода Пневматика — именно она стала первой троллейбусной линией, построенной при независимой Украине. По новой линии был запущен троллейбусный маршрут № 15 Балаклавский рынок — Центральный рынок.
В 2004 году троллейбусы пошли в микрорайон Загородный — на сегодня это последняя линия, пущенная в Симферополе. Она стала использоваться маршрутом № 3 Загородный — Балаклавский рынок. После закрытия автобусного движения в Симферополе стали вестись разговоры о строительстве линии в район улицы Маршала Жукова, но до дела так и не дошло — лишь на улицах Элеваторной и Героев Сталинграда были установлены троллейбусные опоры, но в конечном итоге по ним стали курсировать троллейбусы с автономным ходом.
В 2006 году в Симферополе был закрыт троллейбусный парк № 2, а на место парка переехали центральные троллейбусные ремонтные мастерские; старая территория была продана под многоэтажную застройку.

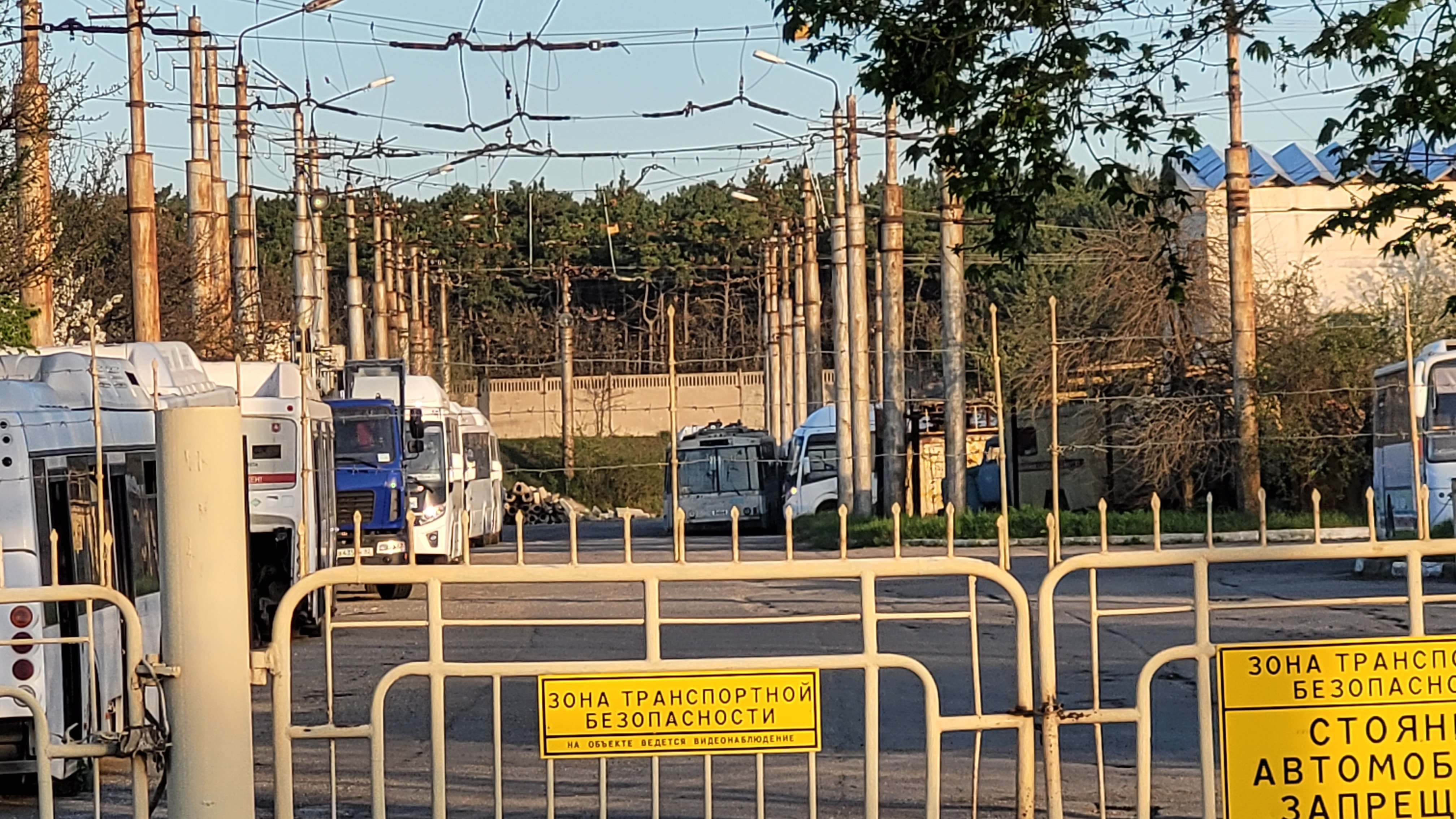
Ворота ЦРТМ, на территории так же автобусный парк (2021)

2009 год выдался особо тяжёлым — предприятие "КРПП «Крымтроллейбус» признали банкротом и оно было на грани закрытия; из-за этого прекратили работу многие маршруты. Выпуск троллейбусов на линию существенно снизился.
Только с 2010 года для Симферопольского троллейбуса началась новая страница в истории. Стали поступать новые троллейбусы Богдан Т70110, Богдан Т70115 и Богдан Т80110, оживилась маршрутная сеть. Для улучшения работы в пользу троллейбусов из центра Симферополя было убрано большинство маршрутных такси.
25 апреля 2014 года было восстановлено движение междугородных маршрутов № 54 и 55 из посёлка «Аэрофлотский» в Алушту и Ялту. 1 сентября 2014 года в Симферопольский троллейбусный парк поступили два новых троллейбуса Тролза-5265 «Мегаполис», подаренные Санкт-Петербургом. 5 октября 2014 года начались испытания троллейбуса Тролза-5265.00 «Мегаполис» с автономным ходом в районе ул. Героев Сталинграда, где так и не появилась контактная сеть. После испытаний был запущен новый маршрут № 15 Марьино — ул. Маршала Жукова.
24 января 2015 года в Симферопольский троллейбусный парк поступил первый троллейбус ВМЗ-5298.01-50 «Авангард».

23 марта 2016 года был открыт маршрут-экспресс № 20, связывающий аэропорт и железнодорожный вокзал, позже он был продлён в новый аэровокзал.
26 февраля 2017 года в Симферополь поступили новые троллейбусы ТролЗа-5265.03 «Мегаполис» с увеличенным автономным, а также троллейбусы ТролЗа-5265.02 и ТролЗа-5265.05.
8 апреля 2017 года открывается новый маршрут с автономным ходом № 16 Марьино — Агроуниверситет, 4 мая — также маршрут с автономным ходом № 17 Аэропорт — Хошкельды.

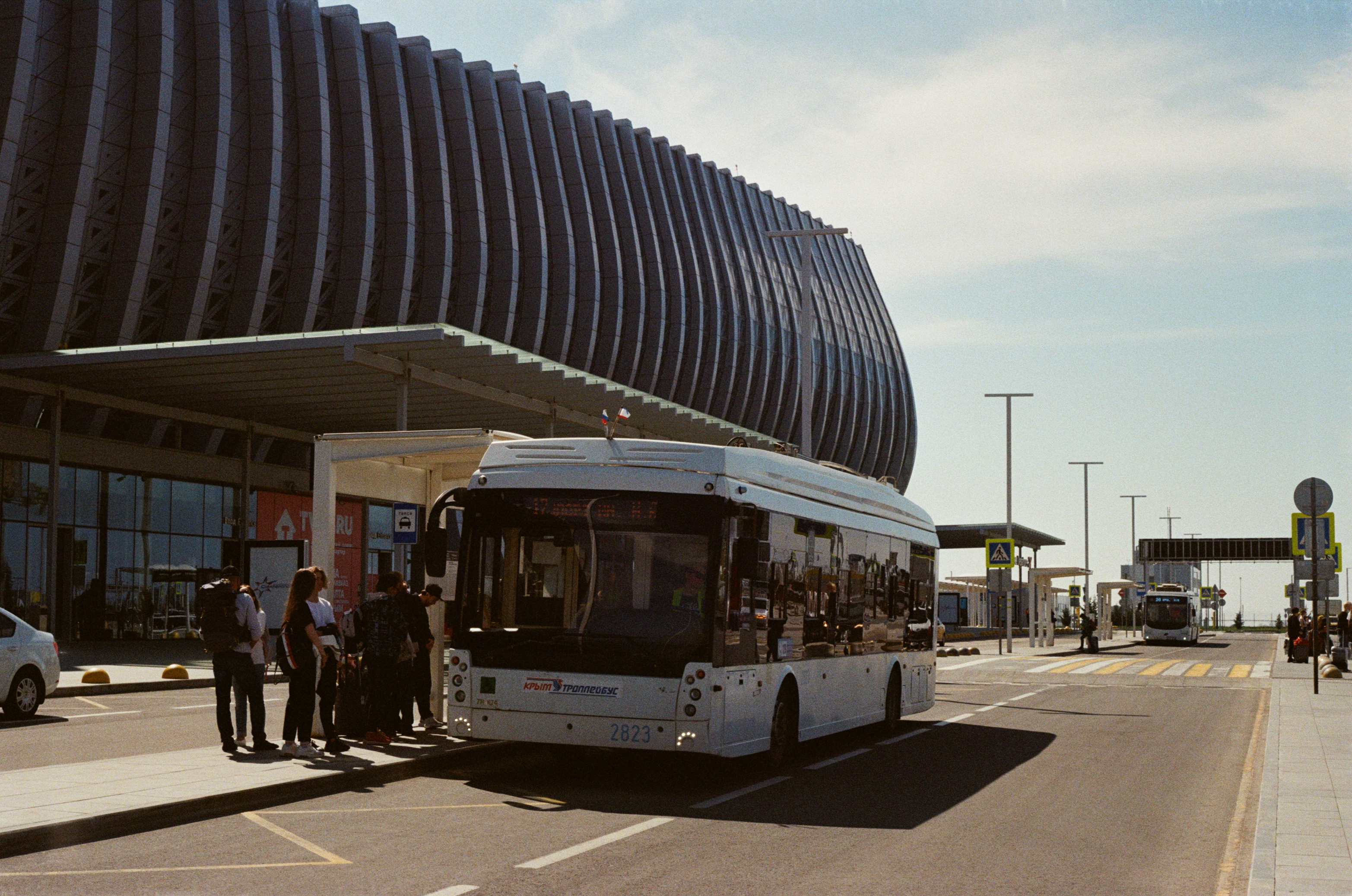
На остановке у нового аэровокзала (SIP, 2021)

16 апреля 2018 года открывается движение троллейбусов к новому Аэровокзалу (маршрут № 17). На этом участке троллейбусы используют автономный ход. При этом маршруты № 9, 54 и 55 продолжили курсировать до старого терминала ввиду явной невозможности покрытия выпуска на них одним лишь подвижным составом с увеличенным автономным ходом. Уже 1 июня 2018 года маршруты № 54 и 55 были отменены.
В декабре 2019 года были поставлены троллейбусы ВМЗ 5298.01 «Авангард» с увеличенным автономным ходом, что позволило уменьшить интервалы на маршрутах, где есть автономный ход, и восстановить маршрут № 9.
19 февраля 2021 года маршрут № 16 продлён до Больницы им. Семашко.
13 мая 2021 года, открыт новый маршрут 4А Марьино — ул. Арабатская.

## Маршруты

### Действующие маршруты
| 4   | Марьино                | КФУ — Автовокзал — пл. Куйбышева — пл. Советская — Центральный рынок                                                   | 7я горбольница                    | |
| 4А  | Марьино                | КФУ — Автовокзал — пл. Куйбышева — к-т Звезда                                                                          | ул. Арабатская                    | |
| 5   | Новоромановка          | Центральный рынок — пл. Советская — Главпочтамт — ж/д Вокзал — пл. Московская                                          | Загородный                        | |
| 6   | Марьино                | КФУ — Автовокзал — пл. Куйбышева — пл. Московская — ж/д Вокзал — Центр — Главпочтамт                                   | пл. Советская                     | |
| 7   | Свобода                | к-т Звезда — пл. Куйбышева — пл. Советская — Центральный рынок                                                         | Балаклавский рынок                | |
| 9   | Аэрофлотский           | ГРЭС — ж/д Вокзал — Главпочтамт — пл. Советская — Центральный рынок                                                    | 7я горбольница                    | На участке ГРЭС — Аэрофлотский следует автономным ходом.                                                         |
| 10  | Аэропорт «Заводское»   | Центральный рынок — пл. Советская — пл. Куйбышева — к-т Звезда                                                         | ул. Арабатская                    | |
| 15  | Марьино                | КФУ — Автовокзал — пл. Куйбышева — пл. Советская — Центральный рынок — Заводское — ул. Героев Сталинграда              | ул. Маршала Жукова                | На участке Заводское — ул. Маршала Жукова следует автономным ходом.                                              |
| 16  | Марьино                | КФУ — Автовокзал — пл. Куйбышева — пл. Московская — Рынок «Привоз» — Республиканский военкомат — Молодёжное — Аграрное | РКБ им. Семашко                   | На участке пл. Московская — РКБ им. Семашко, следует автономным ходом.                                           |
| 17  | Аэровокзал             | ГРЭС — Республиканский военкомат — Рынок «Привоз» — пл. Московская — Свобода — СТП-2                                   | Каменка                           | На участках Комсомольское — Аэровокзал, Мирное — пл. Московская, СТП-2 — Каменка следует автономным ходом.       |
| 17К | Аэровокзал             | ГРЭС — Республиканский военкомат — Рынок «Привоз» — пл. Московская — Свобода — СТП-2 — Каменка                         | Коллективные сады (1-я остановка) | На участках Комсомольское — Аэровокзал, Мирное — пл. Московская, СТП-2 — 1-я остановка следует автономным ходом. |
| 20  | Железнодорожный вокзал | ГРЭС — Комсомольское — Укромное                                                                                        | Аэровокзал                        | На участке Комсомольское — Аэровокзал следует автономным ходом.                                                  |
| 21  | Железнодорожный вокзал | пл. Московская — пл. Куйбышева — Автовокзал — КФУ — Марьино — Лозовое — Андрусово — Пионерское — Доброе — Заречное     | Перевальное                       | |
|     | 7я горбольница         | Центральный рынок - Главпочтамт - Ж/д вокзал - пл. Московская - Больничный городок - Марьино - Лозовое - Андрусово     | Пионерское-2                      | Действует отдельным рейсом маршрута №4 "Марьно - 7я горбольница", Открыт 06.03.2023г.                            |

### Закрытые маршруты
| Закрытые маршруты Симферопольского троллейбуса | Закрытые маршруты Симферопольского троллейбуса | Закрытые маршруты Симферопольского троллейбуса                                                                                 | Закрытые маршруты Симферопольского троллейбуса | Закрытые маршруты Симферопольского троллейбуса     |
| № марш.                                        | Конечные пункты                                | Маршрут | Конечные пункты                                | Примечание                                         |
| ---------------------------------------------- | ---------------------------------------------- | --- | ---------------------------------------------- | -------------------------------------------------- |
| 1                                              | Железнодорожный вокзал                         | пл. Московская — пл. Куйбышева — Автовокзал — КФУ — Марьино — Лозовое — Андрусово — Пионерское — Доброе — Заречное             | Перевальное                                    | В 2016 году перенумерован в № 21.                  |
| 1А                                             | Центральный рынок                              | пр. Кирова — пл. Советская — пл. Куйбышева — Автовокзал — КФУ — Марьино — Лозовое — Андрусово — Пионерское — Доброе — Заречное | Перевальное                                    | В 2016 году перенумерован в № 22.                  |
| 1Б                                             | Свобода                                        | пр. Победы — пл. Куйбышева — Автовокзал — КФУ — Марьино — Лозовое — Андрусово — Пионерское — Доброе — Заречное                 | Перевальное                                    | В 2016 году перенумерован в № 23.                  |
| 2                                              | Марьино                                        | КФУ — Автовокзал — пл. Куйбышева — пл. Советская — ж/д Вокзал — пл. Московская — пл. Куйбышева — Автовокзал — КФУ              | Марьино                                        | Отменён в 2012 году.                               |
| 2/9                                            | Марьино                                        | КФУ — Автовокзал — пл. Куйбышева — пл. Советская — ж/д Вокзал — ГРЭС                                                           | Аэрофлотский                                   | Отменён в 2009 году.                               |
| 3                                              | Свобода                                        | к-т Звезда — пл. Куйбышева — пл. Советская — Центральный рынок                                                                 | Балаклавский рынок                             | В 2016 году перенумерован в № 7.                   |
| 3А                                             | Свобода                                        | к-т Звезда — пл. Куйбышева | пл. Советская                                  | Отменён в 1998 году.                               |
| 5А                                             | Загородный                                     | пл. Московская — ж/д Вокзал — Главпочтамт — пл. Советская                                                                      | Центральный рынок                              | Введён на время ремонт дорог.                      |
| 5Н                                             | Новоромановка                                  | Центральный рынок — пл. Советская                                                                                              | пл. Куйбышева                                  | Введён на время ремонта улицы Александра Невского. |
| 5/7                                            | Новоромановка                                  | Центральный рынок — пл. Советская — Главпочтамт — ж/д Вокзал — пл. Московская                                                  | Загородный                                     | В 2015 году перенумерован в № 5.                   |
| 6А                                             | Марьино                                        | КФУ — Автовокзал — пл. Куйбышева                                                                                               | пл. Московская                                 | Отменён ???, последний раз замечен 13.03.2020г.    |
| 7А                                             | Свобода                                        | пл. Московская — ж/д Вокзал | Центр                                          | Отменён в 2006 году.                               |
| 8                                              | 7-я горбольница                                | Центральный рынок — пл. Советская — ж/д Вокзал                                                                                 | ГРЭС                                           | Отменён в 2011 году.                               |
| 8А                                             | 7-я горбольница                                | Центральный рынок — пл. Советская                                                                                              | пл. Куйбышева                                  | Открыт и отменён в 2007г.                          |
| 8/9                                            | Аэрофлотский                                   | ГРЭС — ж/д Вокзал — Главпочтамт — пл. Советская — Центральный рынок                                                            | 7-я горбольница                                | В 2015 году перенумерован в № 9.                   |
| 9А                                             | ГРЭС                                           | ж/д Вокзал | Бульвар Ленина                                 | Введён на время ремонта улицы Александра Невского. |
| 9/8                                            | Аэрофлотский                                   | ГРЭС — ж/д Вокзал — Главпочтамт — пл. Советская — Центральный рынок                                                            | 7-я горбольница                                | В 2015 году перенумерован в № 9.                   |
| 10А                                            | Загородный                                     | к-т Звезда — пл. Куйбышева — пл. Советская                                                                                     | Центральный рынок                              | Введён на время ремонт дорог.                      |
| 11                                             | Аэропорт «Заводское»                           | Центральный рынок — пл. Советская — Главпочтамт — ж/д Вокзал                                                                   | ГРЭС                                           | Отменён в 2022 году.                               |
| 12                                             | Новоромановка                                  | Центральный рынок — пл. Советская — пл. Куйбышева — Автовокзал — КФУ                                                           | Марьино                                        | Не работает, официально не отменён.                |
| 13                                             | Загородный                                     | пл. Куйбышева — пл. Советская — ж/д Вокзал                                                                                     | пл. Московская                                 | Не работает, официально не отменён.                |
| 13А                                            | ул. Глинки                                     | Свобода — пл. Куйбышева — Автовокзал — гост. Москва                                                                            | Автовокзал                                     | Отменён в 2009 году.                               |
| 14                                             | ул. Арабатская                                 | пл. Московская — пл. Куйбышева — Автовокзал — КФУ                                                                              | Марьино                                        | Не работает, официально не отменён.                |
| 20А                                            | Железнодорожный вокзал                         | ГРЭС — Комсомольское — Укромное                                                                                                | Аэровокзал                                     | Ночной, летний. Отменён в 2021 году.               |
| 22                                             | Центральный рынок                              | пр. Кирова — пл. Советская — пл. Куйбышева — Автовокзал — КФУ — Марьино — Лозовое — Андрусово — Пионерское — Доброе — Заречное | Перевальное                                    | Не работает, официально не отменён.                |
| 23                                             | Свобода                                        | пр. Победы — пл. Куйбышева — Автовокзал — КФУ — Марьино — Лозовое — Андрусово — Пионерское — Доброе — Заречное                 | Перевальное                                    | Не работает, официально не отменён.                |
| 23А                                            | Загородный                                     | к-т Звезда — пл. Куйбышева — Автовокзал — КФУ — Марьино — Лозовое — Андрусово — Пионерское — Доброе — Заречное                 | Перевальное                                    | Закрыт в 2020 году.                                |

## Конечные станции с диспетчерскими пунктами
> Марьино
> Свобода
> Ж/д вокзал
> Аэропорт "Заводское"

## Подвижной состав

### Действующий
| Действующий пассажирский | Действующий пассажирский | Действующий пассажирский | Действующий пассажирский                                |
| Фото                     | Модель                   | Количество               | Примечание                                              |
| ------------------------ | ------------------------ | ------------------------ | ------------------------------------------------------- |
|                          | Богдан Т701.10           | 52                       |                                                         |
|                          | Богдан Т701.15           | 14                       |                                                         |
|                          | Богдан Т801.11           | 2                        |                                                         |
|                          |                          |                          |                                                         |
|                          | ТролЗа-5265.02           | 27                       |                                                         |
|                          | ТролЗа-5265.03           | 27                       | С автономным ходом.                                     |
|                          | ТролЗа-5265.05           | 17                       | Междугородная модификация.                              |
|                          | ВМЗ-5298.01 «Авангард»   | 26                       | С автономным ходом.                                     |
|                          | Киев-12.04               | 1                        |                                                         |
|                          | Skoda 9Tr Свадебный      | 1                        | Работает по дополнительному маршруту по заказу клиентов |

### Ранее использовался
| Ранее использовался | Ранее использовался | Ранее использовался | Ранее использовался   |
| Фото                | Модель              | Количество          | Примечание            |
| ------------------- | ------------------- | ------------------- | --------------------- |
|                     | БКМ 32102           | 5                   | Отстранены от работы. |
|                     | Škoda 8Tr           |                     |                       |
|                     | Škoda 9Tr           |                     |                       |
|                     | Škoda 14Tr          |                     |                       |
|                     | Škoda 15Tr          | 6                   |                       |
|                     | ЮМЗ Т1              | 9                   |                       |
|                     | ЮМЗ Т2-09           | 3                   |                       |
|                     | ЗиУ-620501          | 3                   |                       |
|                     | МТБ-82              |                     |                       |
|                     | СВАРЗ-МАЗ-6275      | 11                  | Все переданы в Ялту.  |

## Закрытые, неиспользуемые и служебные линии
- Линия от проспекта Кирова по площади Спортивной и ул. Субхи к ул. Севастопольской с разворотом и местом для отстоя на площади Спортивной — движение закрыто в 1992 году, до 1999 снята контактная сеть. Полностью продублирована линией с разворотами по площади Амет-Хана Султана.
- Однопутная линия от ул. К. Маркса по улицам Желябова и Гоголя к пр. Кирова — регулярные рейсы отменены в середине 2000-х, контактная сеть нетронута кроме соединений на ул. К.Маркса и проспекте Кирова. В настоящее время использование линии невозможно из-за введения одностороннего движения на улицах Желябова и Гоголя против предполагаемого движения троллейбусов.
- Линия по ул. Карла Маркса от ул. Жуковского до пр. Кирова. Перенесена на ул. Александра Невского.
- Линия по ул. Серова от Карла Маркса до ул. Александра Невского. Перенесена на ул. Жуковского.
- Линии по ул. Толстого от СТП до улиц Киевской, Розы Люксембург и Карла Маркса служебные — используются для захода троллейбусов в парк и для их выпуска на маршруты.
- Служебная линия от ул. Киевской по улицам Ленинградской и Тургенева до ЦТРМ (территория закрытого трамвайного депо) и обратно. Ликвидирована вместе с переездом ЦТРМ на территорию закрытого СТП-2 в 2006 году.
- Линия для проезда троллейбусов, следующих от аэропорта «Симферополь» по направлению к ж/д вокзалу транзитом, не заходя на ГРЭСовское кольцо. Транзитная линия снята в конце 1990-х вместе с укорочением 8-го и продлением 9-го маршрута.
- Симферополь. Двухпутная линия для проезда троллейбусов с улицы КИМ и путепровода над магистральной железной дорогой напрямую на улицу Гагарина без заезда на ж/д вокзал. Не использовалась в маршрутном движении после закрытия маршрутов № 54 и 55 в начале 90-х. В 2004 году контактная сеть демонтирована.

## Троллейбусные парки
| Троллейбусные парки | Троллейбусные парки                    | Троллейбусные парки | Троллейбусные парки | Троллейбусные парки      | Троллейбусные парки              | Троллейбусные парки                     | Троллейбусные парки |
| Фото                | Парк                                   | Дата открытия       | Дата закрытия       | Нумерация троллейбусов   | Адрес                            | Обслуживаются маршруты                  | Примечание |
| ------------------- | -------------------------------------- | ------------------- | ------------------- | ------------------------ | -------------------------------- | --------------------------------------- | --- |
|                     | Симферопольский троллейбусный парк № 1 | 1959 год            |                     | 1ххх,2ххх,3ххх,4ххх,9ххх | г. Симферополь, ул. Киевская, 78 | 4,5,6,7,9,10,11,15,16,17,20.            | |
|                     | Симферопольский троллейбусный парк № 2 | 1983 год            | 2006 год            | 3ххх,4ххх                | г. Симферополь, ул. Глинки, 69   | 1,1А,3,3А,7,7А,10,11,13,13А,14,15,51,52 | Троллейбусный парк используется как автоколонна филиала Крымтроллейбус и ЦТРМ. Имеются планы восстановления для использования по прямому назначению. |

## Мастерские
г. Симферополь, ул. Глинки, 69.

## Перспективы
На ближайшие время  перспективы развития остаются туманными. Контактные сети, тяговые подстанции изношены на 90%, работы по модернизации не ведутся. Закупка нового подвижного состава не планируется, несмотря на то, что троллейбусы Богдан имеют износ и требуется замена.
- Планируется перенос троллейбусного парка № 1 на улицу Кубанская[8].

## Нереализованные планы
- Строительство троллейбусной линии в микрорайоны ул. Героев Сталинграда и ул. Маршала Жукова. Линия проектировалась ещё в 80-х годах, но острой потребностью стала в начале 2000-х, когда в городе прекратилось автобусное движение. Изначально планировалось проложить линию от ул. Севастопольской по переулку Гренажный, улицам Крымской Правды, Генерала Васильева и далее на Героев Сталинграда. Для такой трассировки маршрута планировалось укрепить дамбу и расширить переулок Гренажный, соединить ул. Крымской Правды с ул. Генерала Васильева прямой дорогой через завод Сэлма. Начало работ планировалось на 2000-е годы, на улицах Элеваторной и Героев Сталинграда были расставлены опоры для контактной сети. Но на этом всё и закончилось. В 2006 году на переулке Гренажном были начаты работы по расселению жильцов, так как прилегающие дома мешали расширению дороги, но дальше тоже дело не пошло[источник не указан 2038 дней].

В 2008 году к юбилею Симферополя снова заговорили о строительстве линии, но от первого варианта отказались из-за дороговизны данного проекта. Было принято решение о новой трассировке — через улицы Данилова и Генерала Васильева. Планировалось три маршрута: «ул. Героев Сталинграда — Центральный рынок», «ул. Героев Сталинграда — 7-я горбольница» и «ул. Героев Сталинграда — Фонтаны». Для этого предполагали построить дополнительные линии — на ул. Залесской и от Новоромановки до Фонтан. Но работы так и не были начаты. К вопросу вернулись и в 2013 году, но опять без какого-либо результата.
После запуска троллейбусов с автономным ходом о строительстве линии речь больше не ведётся.
- В 2007 году генеральный директор Крымтроллейбуса Пётр Кащавцев сообщил о намерении строительства трёх троллейбусных линий: в Аграрное, Чистенькое и Хошкельды.

- В 2010 году мэр Симферополя Виктор Агеев заявлял о планах строительства троллейбусной линии от Балаклавского рынка в микрорайон Пневматика[источник не указан 2038 дней].

Запуск троллейбусов с автономным ходом. 
- Планировался запуск троллейбусов с автономным ходом по маршруту 7-я горбольница — ул. Красноармейская — с/х Дзержинского.
- Запуск маршрута до массива Живописное.
- В декабре 2018 года ГУП РК «Крымтроллейбус» провёл испытание троллейбуса с автономным ходом в Каменку (Коллективные сады). Планировалось, что новый троллейбусный маршрут свяжет дачный массив с центральной частью города. Запуск был намечен на 2019 год[9].

## Оплата проезда

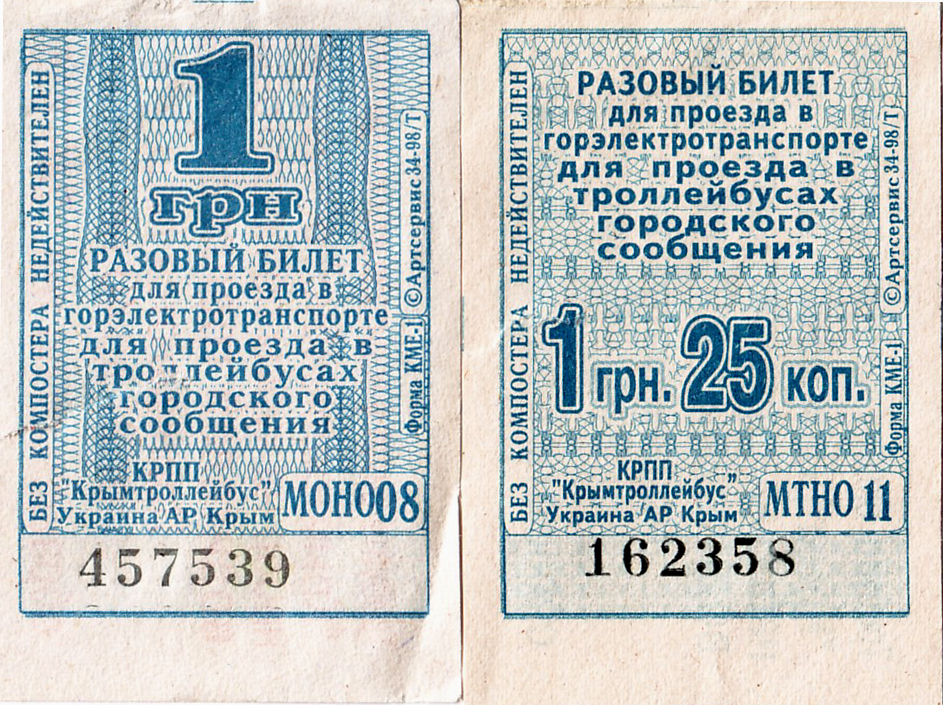
Разовый билет на троллейбус (до 2014 года)

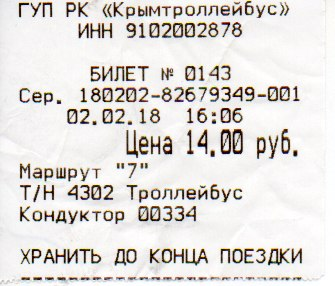
Троллейбусный билет в Симферополе. 2018 год

### Тарифное меню
По состоянию на 1 января 2017 года на сети ГУП РК «Крымтроллейбус» установлены следующие тарифы (в рублях):
| Тип билета, категория тарификации       | Билет на 1 поездку | Безлимитный проездной на 1 месяц | Безлимитный проездной на 1 месяц для школьников Республики Крым | Билет для провоза 1 места багажа                                                                                                 |
| Городской тариф                         | 30 | 1020                             | 510                                                             | по пассажирскому тарифу |
| Пригородный тариф                       | 17 рублей до Марьино, далее от 18 до 42 рублей, в зависимости от пункта назначения. Алушта — 17-19 рублей. Ялта — 17 рублей(маршрут 42), 17-19 рублей(маршрут 41) | отсутствует                      | Имеется, при наличии ученического билета                        | по пассажирскому тарифу |
| Междугородний тариф                     | 20—182, в зависимости от расстояния | нет                              | нет                                                             | 20 рублей |
| Аэроэкспресс                            | 27 | отсутствует                      | отсутствует                                                     | 27 (закрыт с октября 2015 года)                                                                                                  |
| № 20 — Экспресс (Аэропорт — Ж/д Вокзал) | 30 | отсутствует                      | отсутствует                                                     | Троллейбусы следуют в прямом и обратном направлении в круглосуточном режиме(на время курортного сезона) с интервалом 20-30 минут |